# Palina Rojinski
Palina Rojinski [...rɔˈʒinski], oroszul: Полина Игоревна Рожинская / Polina Igorevna Rozsinszkaja, (Leningrád, 1985. április 21. –) orosz származású német színésznő, műsorvezető, modell és DJ.

## Filmográfiája

### mint műsorvezető
- 2010–2011: MTV Home
- 2011–2013: neoParadise
- 2011–2015: VIVA Top 1
- 2012: Zirkus Rojinski
- 2013–2017: Circus HalliGalli

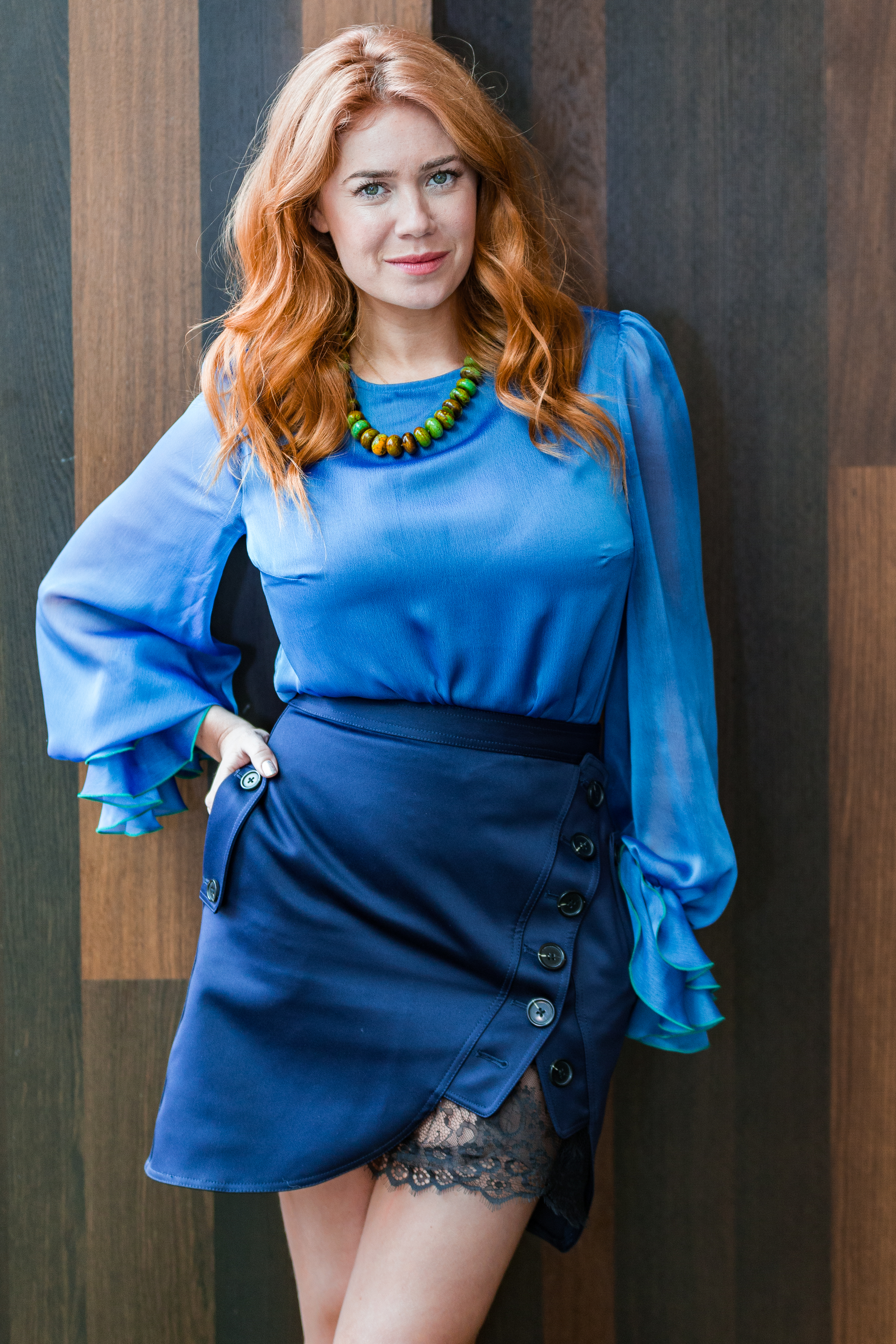
Palina Rojinski (2018)

- 2013–2015: Got to Dance (zsűritagként)
- 2014: Crazy Dates
- 2014–2017: Offline – Palina World Wide Weg
- 2014: Was wäre Wenn?
- 2015: The Big Surprise – Dein schönster Albtraum
- 2016: Das ProSieben Auswärtsspiel
- 2018: Unser Russland – Eine Städtereise zur Fußball-WM (Udo Lielischkies-szel)
- 2019: Yo! MTV Raps
- 2020: Sing On! Germany

### mint színésznő
- 2009: Férfiszívek mint Sabrina Silver
- 2011: Männerherzen … und die ganz ganz große Liebe; kameoszerep
- 2011: Rubbeldiekatz (Woman in Love), mint Jasmina
- 2011: Hotel Desire (short), mint Julia
- 2012: Jesus liebt mich, mint Svetlana
- 2012: Zeit der Helden, mint Katharina Ulrich
- 2013: Weniger ist mehr, mint Katja Müller
- 2013: Tetthely (Tatort) sorozat; Die Fette Hoppe epizós; mint Nadine Reuter
- 2015: Traumfrauen … Vivienne
- 2016: Isten hozott Németországban! (Willkommen bei den Hartmanns), mint Sofie Hartmann
- 2016: Ich du & sie
- 2018: jerks., tévésorozat, 2, évad, 5. epizód (Tibet)
- 2018: Ősember – Kicsi az ős, de hős! (Early Man), Goona hangja
- 2019: Get Lucky
- 2020: Nightlife
- 2020: Enkel für Anfänger